# Yzosse

Yzosse este o comună în departamentul Landes din sud-vestul Franței. În 2009 avea o populație de 425 de locuitori.

## Evoluția populației
| An        | 1975 | 1982 | 1990 | 1999 | 2006 | 2009 |
| --------- | ---- | ---- | ---- | ---- | ---- | ---- |
| Populație | 291  | 333  | 312  | 430  | 389  | 425  |